# شیوا آیادورای
شیوا آیادورای (انگلیسی: Shiva Ayyadurai؛ زادهٔ ۲ دسامبر ۱۹۶۳) دانشمند و کارافرین آمریکایی متولد هند است. آیادورای برای ادعای مجادله برانگیزش در خصوص «اختراع ایمیل» سرشناس است. ادعای او بر اساس نرم‌افزار پست الکترونیکی است که EMAIL نام داشت و او در اواخر دهه ۱۹۷۰ زمانی که در نیوجرسی در دبیرستان تحصیل می‌کرد نوشت.
گزارش‌های اولیهٔ تکرارکنندهٔ ادعای او را سازمان‌هایی چون واشینگتن پست و مؤسسه اسمیتسونین ابتدا منتشر و سپس پس گرفتند. این اصلاحیه‌ها در پی مخالفت مورخین و پیشگامان آرپانت که به وجود ایمیل در اوایل دهه ۱۹۷۰ اشاره کردند صورت گرفت.
او همچنین به خاطر دو گزارش مجادله‌برانگیز شناخته می‌شود: یکی زیرسوال بردن شرایط کار در بزرگترین سازمان علمی هند و دومی زیر سؤال بردن ایمن بودن لوبیاهای سویای اصلاح ژنتیکی شده. آیادورای دارای چهار مدرک از مؤسسه فناوری ماساچوست، از جمله پی اچ دی مهندسی زیستی است، و بورسیه برنامه فولبرایت را دریافت کرده‌است.